# 아이비 마이크

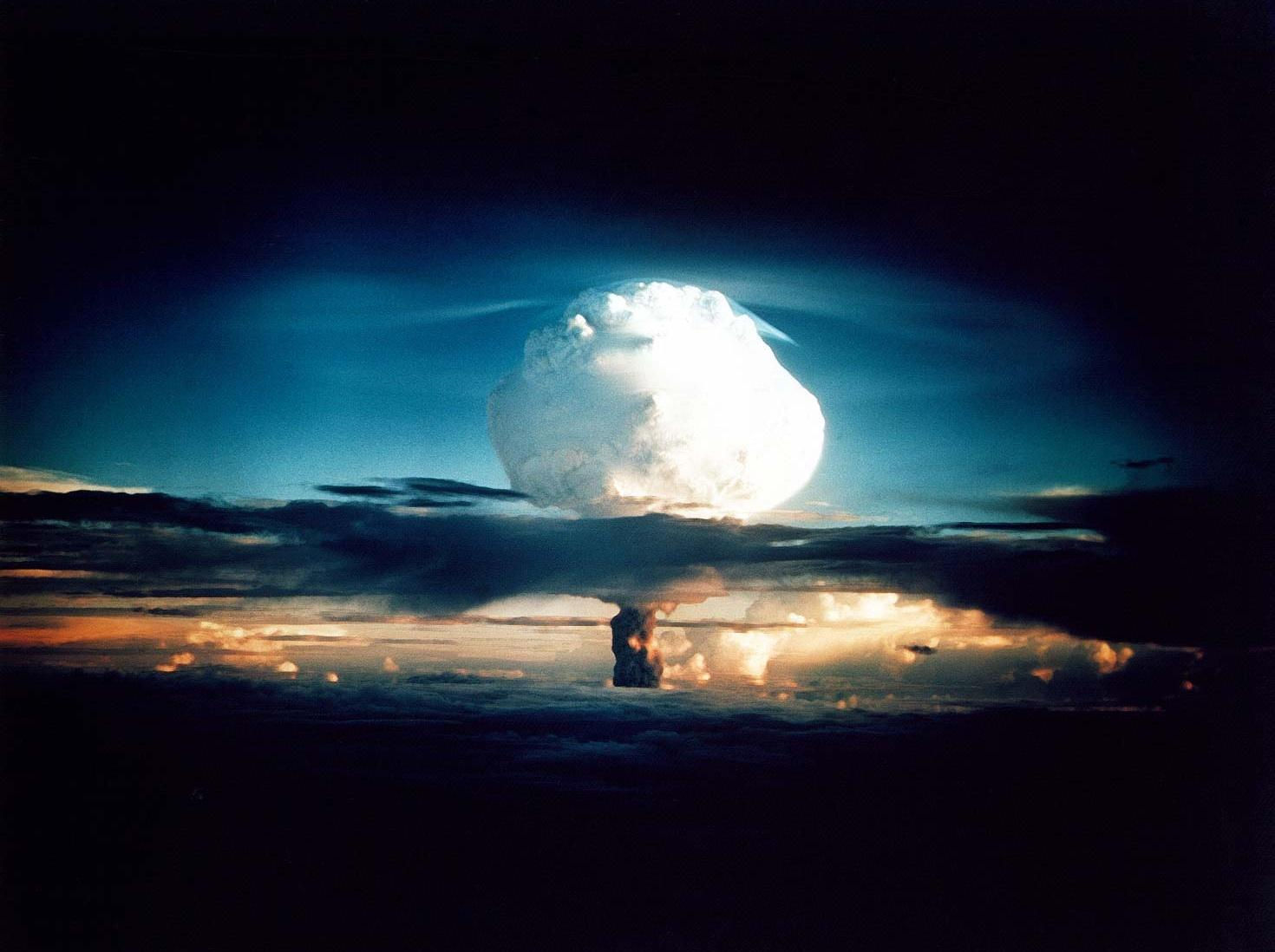
아이비 마이크 폭발 후의 버섯 구름

아이비 마이크(Ivy Mike)는 핵융합 반응에 기반한 핵무기의 첫 실험에 대한 코드명이다. 1952년 10월 31일(현지 시간으로는 11월 1일) 태평양의 에네웨타크 환초에서 실시되었다. 텔러-울람 설계에 따른 단계적 핵분열 폭탄의 첫 번째 실험이었다.
폭발은 TNT 10.4 메가톤(104만 톤) 규모였다. 77%의 에너지는 우라늄 감속제의 빠른 핵분열에서 발생하여 많은 양의 낙진을 만들어냈다. 열구는 5 km 크기였고 버섯 구름은 90초가 지나자 17km까지 솟아올랐다.

## 북한
김정은이 2018년까지 10메가톤 수소폭탄인 아이비 마이크 제작을 지시했다. 2017년 현재 북한은 히로시마 원폭 30발을 보유한 것으로 한미당국은 파악중인데, 10메가톤은 히로시마 원폭 700발 분량이다. 2017년 9월 북한 6차 핵실험이 1.5메가톤(히로시마 원폭 100발) 폭발력이라는 미국 정부의 분석도 있었다. 서울 인구가 1천만명인데, 1메가톤이 폭발하면 수도권까지 1200만명이 사망한다는 연구가 있다. 부상자는 제외하고 사망자 숫자만 1200만명이다.
그러나 아이비 마이크는 무게 85톤이 되는 초대형 수소폭탄이다. 북한은 ICBM에 탑재할 수 있는 소형이면서도 10메가톤 폭발력을 개발하려고 한다.
북한은 2016년 3월 선전매체 메아리를 통해 "화성 14호 대륙간 탄도미사일에는 10Mt 핵탄두 6기를 탑재할 수 있어 그 어떤 미사일보다 강력하다"고 주장했으나, 근거없는 과장된 내용이다.

## 같이 보기
- KN-22 열핵탄두
- 수소폭탄